# Radio Opera
Radio Opera ist ein privates deutsches Rundfunkprogramm aus Schwanfeld in der Nähe von Würzburg. Gesendet wird mit eigener Lizenz als Fensterprogramm über die Frequenzen von Radio Charivari Würzburg sowie in Karlsruhe auf der Frequenz von Querfunk/Lernradio.

## Geschichte
Radio Opera wurde 1987 gestartet und begann seine Arbeit mit halbstündigen Sendungen, die einmal wöchentlich über Radio Charivari ausgestrahlt wurden. Weitere Studios wurden in München und in Barbarano di Salò (Südtirol) in Betrieb genommen. Weitere Frequenzen waren zeitweise in München, Berlin, Bozen und Südtirol in Betrieb (DAB und DVB-T), sowie über den Satelliten Astra.

## Programm
Der Sender beschreibt sich selbst als „Ihr Sender für Oper, Operette, Musical, Konzert“. Er wendet sich mit Kultur- und Musiksendungen an Oper- und Klassikhörer. Der Sender kooperiert eng mit der Bayerischen Kammeroper Veitshöchheim. Heute ist Radio Opera von Sonntag bis Donnerstag jeweils von 21.00 bis 22.00 Uhr auf den terrestrischen und Kabel-Frequenzen von Radio Charivari Würzburg empfangbar, dazu kommt werktäglich der „Radio Opera Spiegel“ zu verschiedenen Sendezeiten. Einzelne Beiträge werden in Karlsruhe gesendet. Ein Live-Stream auf der Website des Senders überträgt kontinuierlich dreistündige Sendungen aus München.

## Empfang
Über UKW wird das Programm in Würzburg (102,4 MHz), Ochsenfurt (92,6 MHz), Kitzingen (88,5 MHz), Gemünden/Lohr (90,4 MHz), Marktheidenfeld (99,0 MHz) und Karlstadt (88,6 MHz) verbreitet. Seit dem Wochenende 1./2. Juli 2017 ist Radio Charivari, und dadurch auch Radio Opera zu den üblichen Zeiten über DAB+ empfangbar. Die Beiträge im Lernradio werden in Karlsruhe-Grünwettersbach (104,80 MHz) gesendet. Das Programm ist weiterhin in den örtlichen Kabelnetzen zu empfangen, sowie im Internet.